# Laurentius David Bollhagen
Laurentius David Bollhagen (* 4. Februar 1683 in Stargard, Pommern; † 7. Januar 1738 in Stargard) war ein evangelischer Theologe und pommerscher Generalsuperintendent.

## Leben und Wirken
Laurentius David Bollhagen wurde als Sohn des Stargarder Kaufmanns David Bollhagen und seiner Ehefrau Dorothea Wagner geboren. Nach dem Besuch des Gröningschen Kollegs in Stargard studierte er zunächst an der Universität Jena, wo er zum Magister promovierte, anschließend an der Universität Leipzig, wo er 1703 als Opponent bei einer Disputation Christian Wolffs fungierte, und danach an der Universität Greifswald, wo er am 24. Juni 1704 den Grad eines Baccalaureus der Theologie erwarb.
Im Jahre 1706 wurde Bollhagen Substitut in der Präpositur Wollin bei M. Johann Engelke, dessen Tochter Agnise (Agnes) er am 4. Mai 1706 heiratete. Ein Jahr später wurde er Licentiat, und nach erneut einem Jahr promovierte er zum Doktor der Theologie.
Im Jahre 1710 wurde er Archidiakonus an der Stettiner Marienkirche und noch im selben Jahr Hofprediger an der Schlosskirche zu Stettin. Mit der Pfarrstelle war eine Professur der Theologie und der orientalischen Sprachen am Regium Gymnasium Carolinum verbunden.
Als Stettin von Schweden an Preußen abgetreten wurde, erhielt Bollhagen am 29. Juni 1721 die Ernennung zum adjungierten Generalsuperintendenten in Hinterpommern unter dem Amtsträger M. David Nerreter. Nach dem Tode Nerreters übernahm Bollhagen das offizielle Amt und verließ Stettin in Richtung Stargard, nachdem er bereits ein Jahr zuvor auch die Würde des Generalsuperintendenten in Altvorpommern verliehen bekommen hatte.
Theologisch war Bollhagen ein Vertreter der Lutherischen Orthodoxie und Gegner des Pietismus. Er verstarb im Alter von 55 Jahren.

## Werke
- Heilige Lippen und Herzens-Opfer gläubiger Seelen oder vollständiges Gesang-Buch, enthaltend alte und neue Lieder aus Dr.M. Luthers und anderen christlichen Gesangbüchern, zur Beförderung der Gottseligkeit beim öffentlichen und häuslichen Gottesdienst in Pommern und an anderen Orten zuerst eingerichtet von Laurentius David Bollhagen, 1778, Stettin